# Cucumis
Cucumis es un género  de plantas con flores perteneciente a la familia de las Cucurbitáceas, que incluye a Cucumis sativus (pepino). Comprende 254 especies descritas y de estas, solo 50 aceptadas.

## Descripción
Son plantas herbáceas, trepadoras o rastreras; con tallos híspidos; usualmente monoicas. Hojas simples, híspidas; zarcillos no ramificados. Flores estaminadas dispuestas usualmente en pequeños fascículos axilares, hipanto campanulado, sépalos 5, distantes, subulados, corola campanulada a rotácea, profundamente 5-partida, amarilla, estambres 3, cortamente insertos en el medio del hipanto, libres, conectivos producidos apicalmente, tecas 3-plegadas, disco prominente, basal, obcónico o subgloboso; flores pistiladas solitarias, hipanto y perianto semejante a los de las flores estaminadas, ovario usualmente con espinas o pústulas apicalmente setíferas, a veces liso y pubescente, placentas 3, óvulos numerosos, horizontales, disco prominente, anular alrededor de la base del estilo, estigmas 3. Frutos de cáscara rígida, carnosos, verdes tornándose amarillentos al madurarse, con numerosas semillas, inermes o usualmente cubiertos de pocos o numerosos tubérculos o espinas, frecuentemente inconspicuos, apicalmente setiformes o espiculados; semillas elípticas, comprimidas, lisas, pálidas.

## Taxonomía
El género fue descrito por Carlos Linneo y publicado en Species Plantarum 2: 1011. 1753.  	La especie tipo es: Cucumis sativus

## Especies seleccionadas
- Cucumis abyssinicus
- Cucumis acidus
- Cucumis aculeatus
- Cucumis acutangulus
- Cucumis africanus
- Cucumis agrestis
- Cucumis albus
- Cucumis amarus
- Cucumis ambigua
- Cucumis anguria
- Cucumis dipsaceus
- Cucumis ficifolius
- Cucumis humifructus
- Cucumis melo (melón)
  - Cucumis melo flexuosus (alficoz o melón serpiente)
- Cucumis metuliferus
- Cucumis myriocarpus
- Cucumis prophetarum
- Cucumis sativus (pepino)